# Secret Santa (歌曲)
〈Secret Santa〉是美國歌手關·史蒂芬妮的歌曲，收錄於她於2018年重新發行的第四張錄音室專輯《有關妮的聖誕節》。歌曲由史蒂芬妮、賈斯汀·特蘭特與巴斯比創作，並由巴斯比跟埃里克·瓦倫廷擔任製作人。歌曲於2018年11月30日派往意大利電台發行，作為專輯的第三首單曲兼第二首意大利發行單曲，也是專輯重發版本僅有的兩首原創新曲之一。〈Secret Santa〉是一首包括原聲結他跟響板等樂器的聖誕流行樂曲。歌曲包括對於聖誕傳統活動神秘聖誕老人的隱喻跟調情歌詞。
〈Secret Santa〉被認為是一首面向成人的聖誕歌曲，史蒂芬妮亦將歌曲跟1953年的單曲〈Santa Baby〉作比較。樂評家認為歌曲提高了專輯的歌曲質素，亦能夠取悅聖誕節的受眾。〈Secret Santa〉在美國成為專輯豪華版於《告示牌》假期數碼單曲銷量分榜上排名最高的歌曲。歌曲於2018年11月空降榜單第17位，成為史蒂芬妮連續16首打進該榜前40位的歌曲之一。意大利創作歌手提傑安若·費洛於2018年平安夜在他的個人Instagram帳戶上翻唱了歌曲。

## 背景與錄製

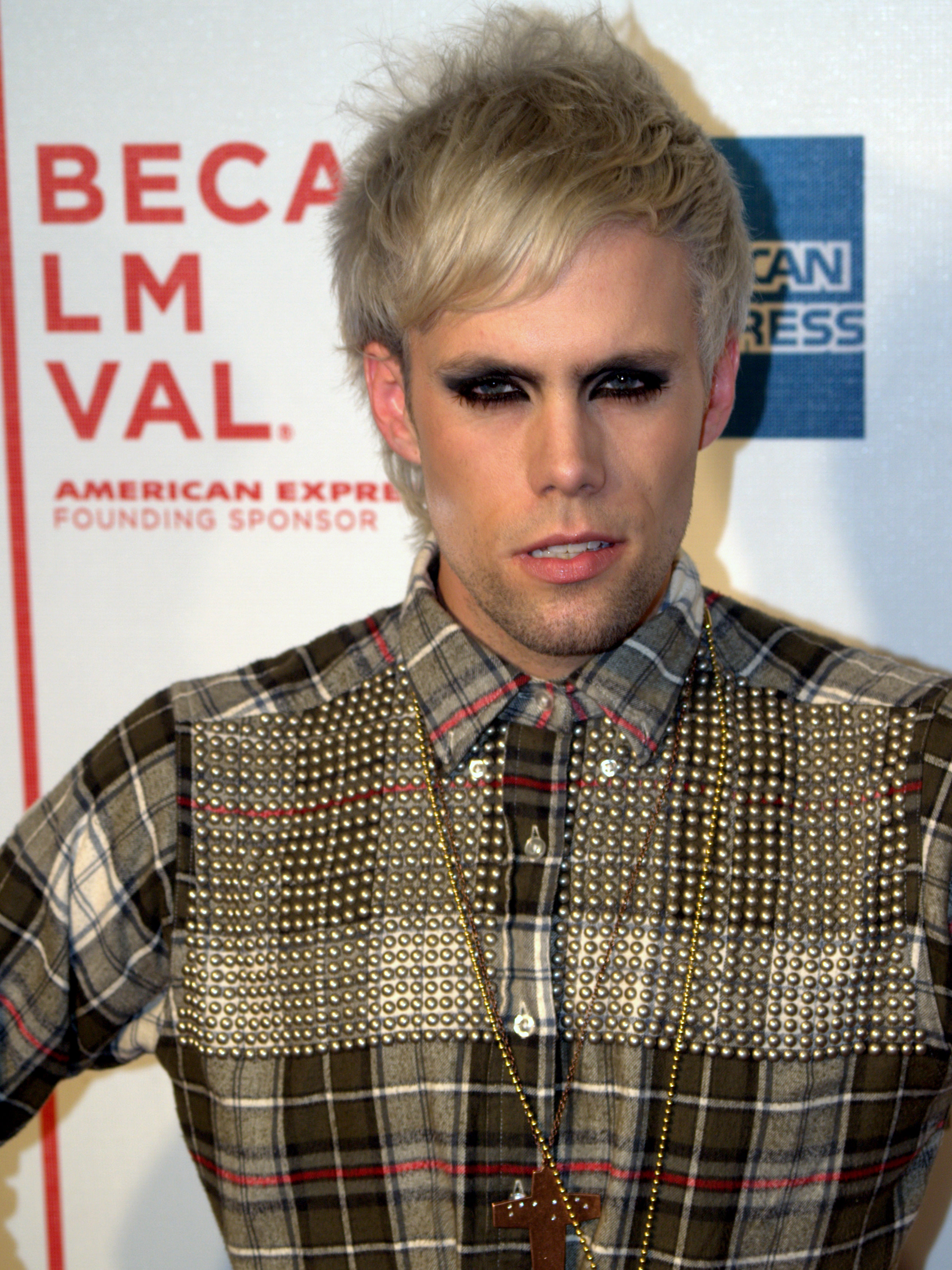
史蒂芬妮與美國創作歌手賈斯汀·特蘭特（圖）共同創作〈Secret Santa〉

關·史蒂芬妮於2017年10月推出個人首張聖誕專輯《有關妮的聖誕節》，當中包括六首原創新曲跟六首聖誕經典歌曲的翻唱版本。在2018年的聖誕季前，史蒂芬妮於9月在社交媒體的帳戶上公布專輯的豪華版於10月26日發行的消息。根據史蒂芬妮的說法，專輯於2017年取得的成功足以讓它需要發行更多新歌曲。專輯的重發版本由新視鏡唱片發行，當中包括五首新曲，其中〈Cheer for the Elves〉與〈Secret Santa〉為由史蒂芬妮、賈斯汀·特蘭特跟巴斯比共同創作的原創歌曲。
〈Secret Santa〉與《有關妮的聖誕節》豪華版所有歌曲一樣於2018年10月26日上架數位平台 。歌曲於同年11月30日派往意大利電台作為單曲發行。歌曲為《有關妮的聖誕節》總共第三首發行單曲，也是第二首在意大利發行的單曲，此前她的〈Santa Baby〉翻唱版作為專輯的主打單曲在當地發行，而專輯同名曲則在美國作為主打單曲發行。

## 音樂與歌詞
〈Secret Santa〉是一首浪漫的聖誕流行謠曲。歌曲的節奏包括原聲結他跟響板交纏的編排。歌曲由巴斯比跟埃里克·瓦倫廷製作，他們亦負責製作《有關妮的聖誕節》的所有收錄曲。歌曲的附加伴奏由完整的管弦樂團演奏，並使用了鼓、鍵盤、長號、小號、弦樂器、中提琴跟小提琴等樂器。〈Secret Santa〉由瓦倫廷進行音訊工程，並由戴夫·克勞斯（Dave Clauss）混音。喬納森·斯特林（Jonathan Sterling）作為歌曲的工程協助，而巴斯比跟戴夫·韋（Dave Way）則作為歌曲的主聲樂音訊工程師，並由彼得·春（Peter Chun）進行協助。勞拉·梅斯（Laura Mace）、莫奈·歐文斯（Monet Owens）、多莉·斯帕克斯（Dolly Sparks）為歌曲的和聲歌手，而葛莉絲·波特（Grace Potter）則負責和聲的編排。在歌曲的創作過程中，史蒂芬妮希望創造出一首會被多年反覆聆聽的「經典聖誕頌歌」，在與特蘭特跟巴斯比的共同創作過程中，她創作出包括〈Secret Santa〉在內的八首原創歌曲。
歌曲的歌詞講述一對情侶準備交換聖誕禮物，以作為聖誕傳統活動神秘聖誕老人的一部分，但他們決定將禮物在午夜間親密地交換。在2018年的《告示牌》播客訪問中，史蒂芬妮形容歌曲更適合成年聽眾。她指：「〈Secret Santa〉有點讓我想起像是〈Santa Baby〉般的方向...在皆為性感小歌曲的意義上來說」。史蒂芬妮於歌曲副歌中唱出：「讓我們黑暗中扮演神秘聖誕老人吧／不要告訴任何人我們在哪裡／我們慶祝的方式並沒有限制／午夜的心靈禮物交換」。

## 反響
意大利雜誌《TV Sorrisi e Canzoni》的朱利亞·恰瓦雷利（Giulia Ciavarelli）以「完美的聖誕派對聖歌」形容〈Secret Santa〉。對於歌曲在《有關妮的聖誕節》豪華版中的加入，恰瓦雷利指歌曲沒有改變專輯的基調，而是豐富了它。《告示牌》的編輯基思·考菲爾德（Keith Caulfield）和凱蒂·阿特金森（Katie Atkinson）形容〈Secret Santa〉是豪華版另一首原創新曲（〈Cheer for the Elves〉）的截然相反，並指歌曲「向著更加成熟的方向進發」。
〈Secret Santa〉在美國未能打進《告示牌》的數碼歌曲榜，但成功打進假期數碼單曲銷量分榜。歌曲於2018年11月發行後空降榜單第17位，成為《有關妮的聖誕節》2018年豪華版新曲最高的排名，而其他四首新曲亦打進該榜單。歌曲成為史蒂芬妮連續16首打進該榜單前40位的歌曲之一，也是她在該榜單第七高排名的歌曲。

## 翻唱版本
2018年12月24日，意大利創作歌手提傑安若·費洛在他的Instagram官方帳戶上傳了〈Secret Santa〉的翻唱影片。影片的附註寫上：「時間流逝，但我給（我的歌迷）的愛跟感恩並沒有。我的朋友，我希望你們有一個精彩的聖誕」。

## 製作名單
資料來自《有關妮的聖誕節》內頁。

| - 關·史蒂芬妮 – 主聲樂、填詞 - 賈斯汀·特蘭特 – 填詞 - 巴斯比 – 填詞、製作 - 埃里克·瓦倫廷 – 工程、製作 - 彼得·斯洛科比 – 上低音薩克斯風、次中音色士風 - 西恩·赫里 – 電貝斯 - 雷恩·德勞貢 – 低音長號、次中音長號 - 馬修·穆斯蒂 – 鼓 - 格雷格·坎普 – 結他 - 約翰·斯托里 – 結他 - 帕特里克·華倫 – 鍵盤、合成弦樂 | - 布萊爾·辛塔 – 打擊樂器 - 艾瑞克·休斯 – 長號 - 丹·福納羅 – 小號 - 大衛·理查茲 – 小號 - 邁克·羅查 – 小號 - 羅伯·穆斯 – 中提琴、小提琴 - 亞當·阿揚 – 母帶 - 戴夫·克勞斯（Dave Clauss） – 混音 - 勞拉·梅斯 – 和聲 - 莫奈·歐文斯 – 和聲 - 多莉·斯帕克斯 – 和聲 |

## 榜單排名
| 週榜單（2018年）                     | 最高 位置 |
| ------------------------------------ | --------- |
| 美國假期數碼單曲銷量榜（《告示牌》） | 17        |

## 發行歷史
| 地區   | 日期           | 形式         | 廠牌         | 來源  |
| ------ | -------------- | ------------ | ------------ | ----- |
| 美國   | 2018年10月26日 | 線上下載     | 新視鏡       | [ 5 ] |
| 意大利 | 2018年11月30日 | 當代流行電台 | 环球音乐集团 | [ 6 ] |

## 資料來源
1. ↑  Thomas Erlewine, Stephen. . AllMusic.   [2016-10-07]. （原始内容存档于2018-02-27）.
2. ↑  Lenniger, Shea. . Billboard. 2018-09-28  [2018-12-16]. （原始内容存档于2021-05-12）.
3. 1 2 3 4  Atkinson, Katie; Caulfield, Keith. . Billboard. 2018-12-04  [2019-01-01]. （原始内容存档于2018-12-19）.
4. ↑  Lenniger, Shea. . Billboard. 2018-10-26  [2019-01-01]. （原始内容存档于2018-12-06）.
5. 1 2  . 2018-10-26  [2018-12-17]. （原始内容存档于2021-12-25）.
6. 1 2  Forastiero, Eleonora. . Earone. 2018-11-27  [2018-12-16]. （原始内容存档于2018-12-17）.
7. ↑  . Yes Radio. 2018-11-29  [2019-01-01]. （原始内容存档于2019-01-01）.
8. ↑  Ceschi, Isabella. . Earone. 2017-12-05  [2018-12-07]. （原始内容存档于2018-12-09）.
9. ↑  Tenreyro, Tatiana. . Billboard. 2017-09-21  [2017-09-22]. （原始内容存档于2017-09-22）.
10. 1 2 3 4  Ciavarelli, Giulia. . TV Sorrisi e Canzoni（英语：TV Sorrisi e Canzoni）. 2018-11-30  [2019-01-01]. （原始内容存档于2021-12-25）.
11. 1 2 3 4   (CD liner notes). Gwen Stefani Deluxe. Interscope. 2018. 02577-07279.
12. 1 2  . Billboard.   [2018-11-06]. （原始内容存档于2021-12-25）.
13. ↑  . Rockol.it. 2018-12-25  [2019-01-01]. （原始内容存档于2021-12-25）.